# تیم ملی فوتبال قبرس شمالی

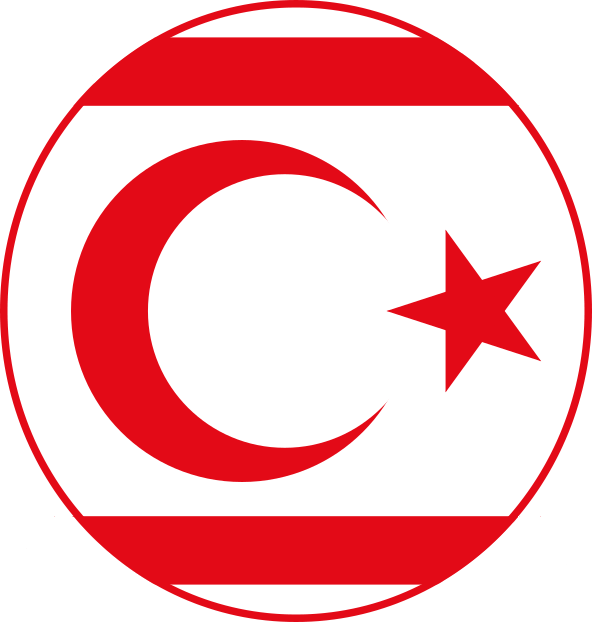
تیم ملی فوتبال قبرس شمالی

تیم ملی فوتبال قبرس شمالی نماینده جمهوری ترک قبرس شمالی که در میادین غیررسمی فوتبال نظیر جام جهانی ویوا شرکت می‌کند. تیم ملی فوتبال قبرس شمالی زیر نظر فدراسیون فوتبال جمهوری ترک قبرس شمالی فعالیت می‌کند. بازی خانگی این تیم در ورزشگاه آتاترک نیکوزیا برگزار می‌شود.